# Everlasting Summer
Everlasting Summer (en russe : Бесконечное лето,  Beskonechnoe leto, litt. « Été éternel ») est un visual novel produit par Soviet Games qui raconte l'histoire d'un homme de 25 ans vivant dans la Russie moderne qui se retrouve mystérieusement transporté dans un camp d'été quelque part en URSS. Il a été initialement produit en russe et a été publié pour la première fois en décembre 2013. La traduction anglaise a été publiée en novembre 2014 lorsque le jeu a été rendu disponible sur Steam. Le jeu comprend du contenu pour adultes qui a été supprimé de la version Steam. Une version en ligne avec un contenu adulte restauré a été publiée sur Nutaku en août 2015.

## Trame
Semyon est un jeune homme reclus de 25 ans vivant dans une grande ville quelque part au début du 21e siècle en Russie, passant la plupart de son temps dans son appartement à interagir avec les autres sur Internet et à gagner suffisamment pour payer ses factures. Un jour d'hiver, il monte à bord d'un bus pour assister à une réunion, s'endort en chemin, et se réveille pour découvrir que c'est maintenant l'été et il est déposé aux portes d'un endroit appelé Sovionok (en russe : Совёнок,  Sovonok, litt. « jeune hibou »). Semyon découvre ensuite qu'il s'agit d'un camp de pionniers peuplé de jeunes, dont plusieurs jolies filles qui s'intéressent à lui ; en outre, il est revenu à ses 17 ans en URSS du milieu des années 1980. Dans les jours qui suivent, Semyon doit nouer des relations et éventuellement trouver l'amour avec les différentes personnes qu'il rencontre, tout en essayant de résoudre le mystère de comment et pourquoi il a été amené à cet endroit, et comment s'échapper et revenir une fois à son ancienne vie. Il devient évident qu'il est potentiellement piégé dans une boucle temporelle.
Le jeu utilise des textes et des sprites d'une manière similaire à de nombreux visual novels japonais et fonctionne sur le moteur de visual novel Ren'Py. À divers moments, le joueur doit faire des choix qui détermineront le chemin que prendra le jeu. Le jeu a plusieurs fins, certaines dépeignant Semyon formant une relation amoureuse avec l'un des personnages féminins, tandis que d'autres se terminent mal. Certaines des fins ne sont pas disponibles tant qu'elles ne sont pas déverrouillées en complétant d'autres fins.

## Personnages

### Principaux
Semyon / Семён
Semyon, un homme de 25 ans au début du jeu qui ensuite revient à ses 17 ans pendant la majeure partie du jeu dont il est le protagoniste. Il est décrit comme ayant les cheveux bruns. Il se décrit comme n'ayant rien de spécial et une personne que vous pourriez facilement ne pas remarquer dans la rue. Il a fréquenté une université mais l'a quitté après un an et demi, puis a continué à faire des petits boulots pour gagner sa vie. Il était également capable de jouer de la guitare et ses compétences en programmation seraient supérieures à la moyenne.
Slavya / Славя
Slavyana (abrégé Slavya) a des cheveux couleur or en deux tresses qui descendent sous sa taille, est une amoureuse de la nature et est la bonne fille qui essaie d'aider le camp de toutes les manières possibles. Lorsqu'on lui demande d'où vient sa famille, elle répond par « quelque part où il fait froid ». Sa loyauté envers l'esprit pionnier est montrée à plusieurs reprises, où elle énonce les règles du camp et tente de garder les pionniers ensemble. Elle aime la nature et suggère de poursuivre une carrière dans le domaine.
Lena / Лена
Lena, qui a les cheveux courts violets, est introvertie et peut souvent être vue en train de lire un livre. Elle est amie avec Alisa depuis longtemps, car elles ont grandi dans la même ville mais leur relation s'est compliquée au fil des ans. Pendant le jeu, elle développe un personnage plus ouvert et extraverti qui peut s'attacher à Semyon, mais qui n'est peut-être pas aussi innocent qu'elle en a l'air. Elle ne se soucie pas d'être seule et peut parfois voir pratiquer un sport toute seule mais elle entretient néanmoins des amitiés avec d'autres personnages comme Slavya.
Alisa / Алиса
Alisa a les cheveux courts orange et est la mauvaise fille la plus rebelle qui joue également de la guitare. Elle est présentée comme une fille très extravertie et agressive qui ne prend pas non pour réponse, mais son côté doux est révélé plus tard dans le jeu. Son amitié avec Lena a conduit à une situation compliquée, mais elle entretient toujours une relation relativement bonne avec elle. Elle est souvent en colère parce que les gens la qualifient de punk sans sens de l'ordre, mais même si cela peut être vrai, elle ne le fait que pour échapper à l'ennui et aux regards étranges du camp.
Ulyana / Ульяна
Ulyana a environ 3 à 4 ans de moins que les autres filles et a les cheveux roux de longueur moyenne. Elle est le garçon manqué athlétique et aime les histoires effrayantes. Elle a toujours des problèmes, et sa nature enfantine ne l'aide pas à échapper aux situations dans lesquelles elle se retrouve souvent. Elle est devenue tristement célèbre pour avoir volé des bonbons et pour d'autres farces qu'elle trouve intéressantes ou amusantes, ce qui a amené la chef du camp Olga à la surveiller sans arrêt. Au cours de son développement, elle montre qu'elle ne veut être acceptée que pour ce qu'elle est, et non pour l'enfant que les gens pensent qu'elle est.
Miku / Мику
Miku est japonaise et a de longs cheveux cyan en deux queues de cheval. On la trouve souvent dans la salle de musique. Elle a tendance à parler avant de penser, ce qui la fait souvent dire des mots dénués de sens que le personnage principal ne peut comprendre. Elle fait souvent des références obscures en fonction de la situation actuelle et ne semble pas être la plus brillante du groupe. Pourtant, elle fait preuve de talent en musique et semble toujours garder la tête haute. Son histoire est extrêmement unique par rapport aux autres mais doit être débloquée en complétant d'abord une autre histoire. Son apparence ressemble à Hatsune Miku.
Yulya / Юля
Yulya est une fille-chat aux longs cheveux bruns. Elle prétend en savoir très peu, même sur elle-même. Elle peut être vue dans certaines des illustrations du jeu, mais elle n'apparaît dans l'histoire qu'après que des conditions très spécifiques sont remplies, nécessitant plus d'une des fins de l'histoire. Elle est présentée comme une fille très timide qui n'a eu aucun lien réel avec qui que ce soit depuis son arrivée au camp. Elle passe son temps à préparer des fournitures pour l'hiver, qui se composent de la nourriture qu'elle dérobe à la cantine et des nombreuses noix, champignons et baies trouvés dans la forêt entourant le camp. Bien que les détails à son sujet soient mystérieux, le protagoniste est certain que sa présence est liée à son arrivée soudaine dans le camp.
Toutes les filles sauf Ulyana sont représentées comme étant vraisemblablement âgées de 18 ans.

### Secondaires
Olga Dmitrievna / Ольга Дмитриевна
Olga Dmitrievna, une adulte dans la vingtaine, est la conseillère du camp.
Elektronik / Электроник
Electronik est un homme aux cheveux couleur or qui passe une grande partie de son temps à bricoler des gadgets. Il porte le nom du personnage de robot du livre soviétique Electronic Boy from the Portmanteau (Электроник (персонаж) (ru)) par Yevgeny Veltistov. Son apparition est notamment basée sur la mini - série The Adventures of the Elektronic, basée sur le livre précédemment cité.
Shurik / Шурик
Shurik est un homme aux cheveux couleur or avec des lunettes. Lui aussi passe une grande partie de son temps à construire un robot. Il porte le nom d'Alexandre 'Shurik' Timofeev, un personnage de plusieurs films soviétiques / russes, qui a été introduit pour la première fois dans l'Opération Y et les autres aventures de Chourik.
Zhenya / Женя
Zhenya est une adolescente aux cheveux courts noirs et aux lunettes, qui travaille comme bibliothécaire du camp. Elle est colérique, froide et parfois sarcastique. Elle est la seule adolescente du camp à ne pas avoir sa propre route mais il existe un mod officiel ajoutant une route entièrement consacrée à elle.
Alto / Виола
Viola est l'infirmière du camp, décrite comme d'âge moyen, qui s'occupe des malades et des blessés à l'infirmerie du camp.
« Pionnier » / "Пионер"
Un mystérieux pionnier, qui semble être Semyon d'une réalité alternative, lui rend visite à l'occasion, souvent pour le narguer.

## Développement
Le développement du jeu a commencé en mai 2008 sur la base d'une image publiée sur l'imageboard russe IIchan. Le projet est rapidement passé sur IRC et a connu des disputes au sein des membres du projet ainsi que des changements de personnel au fil des ans. L'équipe de développement n'a pas beaucoup communiquée jusqu'à ce qu'une version préliminaire soit publiée le 5 novembre 2013, suivie de la sortie générale de la version russe le 21 décembre. La version anglaise est sortie le 19 novembre 2014. Une version Web a été publiée en août 2015 sur Nutaku. Le jeu est également disponible sur les appareils Android et iOS.

## Accueil
Les retours sur le jeu ont été généralement positifs. Deux sites de jeux en langue russe, itndaily et Kanobu, lui ont donné des critiques généralement positives, tandis qu'un critique de Thumbsticks a donné à la version anglaise une critique moins favorable après sa sortie sur Steam. En mars 2020, les utilisateurs de la base de données The Visual Novel Database lui attribue une note moyenne de 7,03 (note classée « bonne ») avec plus de 2113 votes, et de plus de 40 249 utilisateurs de Steam, 95% ont donné au jeu une note recommandée.